# Harpagophytum
Genre
Classification phylogénétique

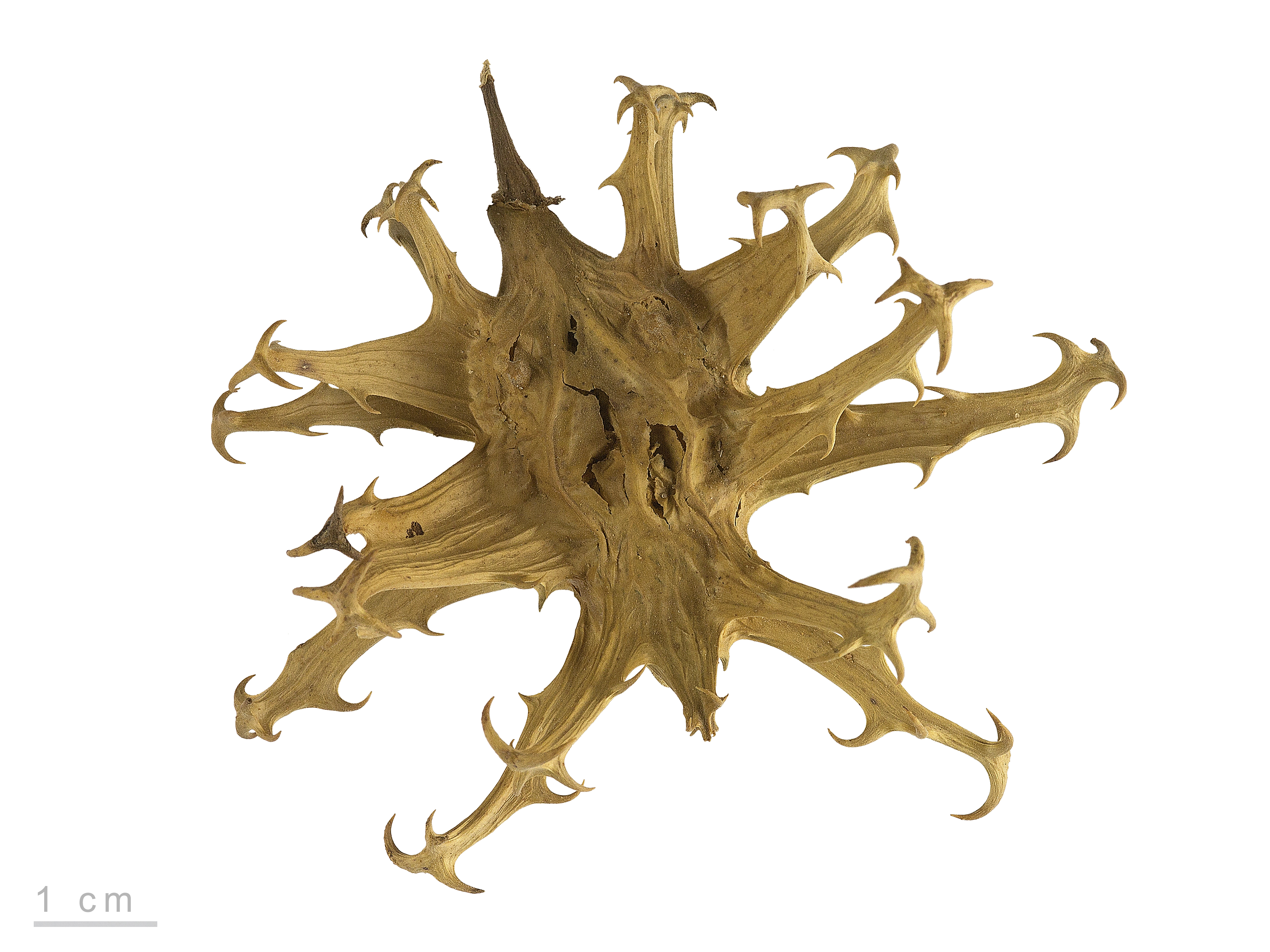
Harpagophytum procumbens - Muséum de Toulouse

Harpagophytum est un genre de plantes de la famille des Pedaliaceae, autrement dit de la famille du sésame. 
La principale espèce de ce genre, Harpagophytum procumbens (alias harpagophyton), est souvent appelée simplement « harpagophytum » et communément  « griffe du diable » ou « racine de Windhoek ». Elle est encore appelée par les anglophones grapple plant (« plante-grappin »), wood spider (« araignée de bois ») et plus communément Devil's Shoestrings (« lacet du diable »). C'est une herbacée vivace originaire des régions semi-désertiques sud-africaines.
Sa racine principale, lignifiée, a un important développement vertical en profondeur. Ses racines secondaires sont des tubercules bulbeux parfois énormes, pouvant peser jusqu'à 1,5 kg. 

Cette racine a un usage médicinal (les colons européens ont appris des Africains qu'ils pouvaient l'utiliser pour traiter leurs arthrites).
Une des espèces du genre Harpagophytum, Harpagophytum procumbens ou « griffe du diable », est très utilisée pour soulager divers désagréments articulaires (arthrites notamment) et améliorer la mobilité des articulations, favoriser la détente musculaire.

## Étymologie
Cette plante tire son nom botanique et un de ses noms communs (griffe du diable) du fait que ses fruits se font transporter par les animaux (zoochorie) grâce aux crochets courbes et acérés qu'ils portent ; en grec « phyton » signifie plante et « harpagos » signifie crochet, grappin.
Attention, le nom de « griffe du diable » est aussi utilisé pour désigner plusieurs autres espèces d'Amérique du Nord (plantes du genre Proboscidea, ainsi parfois pour les anglophones que l'ortie Urtica dioica).

## Classification
Parmi les espèces que comprend ce genre, citons :
- Harpagophytum procumbens (Burch.) DC. ex Meisn. (griffe du diable, espèce qui reste la plus connue et la plus utilisée).
- Harpagophytum zeyheri Decne.

## Habitat et aire de répartition
- Sud de l'Afrique :

H. procumbens se trouve en Namibie, Botswana, et dans le sud de la région du Kalahari du Northern Cape en Afrique du Sud.
H. zeyheri se trouve dans la partie nord de la Namibie (Ovamboland) et le sud de l'Angola.
- Ces plantes peuvent aussi être cultivées à Madagascar.

## Intérêt pharmacologique et médicinal
Harpagophytum procumbens est  riche en harpagosides, et principalement des glucosides iridoïques, de l'harpagoquinone, des phytostérols, des sucres et des flavonoïdes. Cette plante est mondialement connue pour ses propriétés thérapeutiques ; elle agit sur les désagréments articulaires et améliore la mobilité des articulations.  

La plante d'harpagophytum favorise la détente musculaire, sans pour autant exercer une action sur le système nerveux central.